# Mistrzostwa Świata Juniorów w Narciarstwie Klasycznym 1985
Mistrzostwa Świata Juniorów w Narciarstwie Klasycznym 1985 – zawody sportowe, które odbyły się w połowie lutego 1985 r. w szwajcarskim Täsch. Podczas mistrzostw zawodnicy rywalizowali w 7 konkurencjach, w trzech dyscyplinach klasycznych: skokach narciarskich, kombinacji norweskiej oraz w biegach narciarskich. W tabeli medalowej zwyciężyła reprezentacja ZSRR, której zawodnicy zdobyli też najwięcej medali, 6, w tym 5 złotych i 1 brązowy.

## Program
11 lutego
- Kombinacja norweska – skocznia normalna, 15 kilometrów indywidualnie (M)

12 lutego
- Kombinacja norweska – skocznia normalna, 3 × 10 kilometrów drużynowo (M)

14 lutego
- Biegi narciarskie – 5 kilometrów (K), 15 kilometrów (M)

15 lutego
- Skoki narciarskie – skocznia normalna indywidualnie (M)

16 lutego
- Biegi narciarskie – sztafeta 3 × 5 kilometrów (K), 3 × 10 kilometrów (M)

## Medaliści

### Biegi narciarskie
Mężczyźni
| Konkurencja               | Data           | Złoto                                                   | Srebro                                                   | Brąz                                                   |
| ------------------------- | -------------- | ------------------------------------------------------- | -------------------------------------------------------- | ------------------------------------------------------ |
| Bieg na 15 km             | 14 lutego 1985 | Giennadij Łazutin                                       | Holger Bauroth                                           | Leonid Turczin                                         |
| Bieg sztafetowy 3 × 10 km | 16 lutego 1985 | ZSRR Jurij Tarasow · Leonid Turczin · Giennadij Łazutin | Norwegia Per-Kåre Jakobsen · Sturla Brørs · Terje Langli | Austria Alois Schwarz · Markus Gandler · Andre Blatter |

Kobiety
| Konkurencja              | Data           | Złoto                                                  | Srebro                                                             | Brąz                                                 |
| ------------------------ | -------------- | ------------------------------------------------------ | ------------------------------------------------------------------ | ---------------------------------------------------- |
| Bieg na 5 km             | 14 lutego 1985 | Anna-Lena Fritzon                                      | Marianne Dahlmo                                                    | Gaby Nestler                                         |
| Bieg sztafetowy 3 × 5 km | 16 lutego 1985 | ZSRR Łarisa Pticyna · Lubow Jegorowa · Julija Szarkowa | Szwecja Magdalena Wallin · Marie-Helene Westin · Anna-Lena Fritzon | NRD Manuela Drescher · Gaby Nestler · Antje Misersky |

### Skoki narciarskie
Mężczyźni
| Konkurencja                       | Data           | Złoto       | Srebro           | Brąz             |
| --------------------------------- | -------------- | ----------- | ---------------- | ---------------- |
| Skocznia normalna – indywidualnie | 15 lutego 1985 | Werner Haim | Juha Karjalainen | Günther Stranner |

### Kombinacja norweska
Mężczyźni
| Konkurencja                                      | Data           | Złoto                                                       | Srebro                                                      | Brąz                                                                |
| ------------------------------------------------ | -------------- | ----------------------------------------------------------- | ----------------------------------------------------------- | ------------------------------------------------------------------- |
| Skocznia normalna, bieg na 15 km – indywidualnie | 11 lutego 1985 | Siergiej Nikiforow                                          | Hans-Peter Pohl                                             | Jyri Pelkonen                                                       |
| Skocznia normalna, bieg na 3 × 10 km – drużynowo | 15 lutego 1985 | ZSRR Allar Levandi · Siergiej Nikiforow · Siergiej Zawjałow | Norwegia Thomas Selbekk · John Riiber · Trond-Arne Bredesen | Czechosłowacja Dušan Pitoňák · František Repka · Michal Pustějovský |

## Tabela medalowa
| Klasyfikacja medalowa | Klasyfikacja medalowa | Klasyfikacja medalowa | Klasyfikacja medalowa | Klasyfikacja medalowa | Klasyfikacja medalowa |
| Lp.                   | Państwo               | złoto                 | srebro                | brąz                  | złoto · srebro · brąz |
| --------------------- | --------------------- | --------------------- | --------------------- | --------------------- | --------------------- |
| 1.                    | ZSRR                  | 5                     | 0                     | 1                     | 6                     |
| 2.                    | Szwecja               | 1                     | 1                     | 0                     | 2                     |
| 3.                    | Austria               | 1                     | 0                     | 2                     | 3                     |
| 4.                    | Norwegia              | 0                     | 3                     | 0                     | 3                     |
| 5.                    | NRD                   | 0                     | 1                     | 2                     | 3                     |
| 6.                    | Finlandia             | 0                     | 1                     | 1                     | 2                     |
| 7.                    | RFN                   | 0                     | 1                     | 0                     | 1                     |
| 8.                    | Czechosłowacja        | 0                     | 0                     | 1                     | 1                     |